# Yassir Salah Rahmouni
Yassir Salah Rahmouni (Amsterdam, 13 juni 2006) is een Nederlands-Marokkaans voetballer die doorgaans speelt als middenvelder. In juni 2025 verruilde hij De Graafschap voor Go Ahead Eagles.

## Clubcarrière
Salah Rahmouni speelde in de jeugd van RKSV DCG en AFC, voor hij in 2022 opgenomen werd in de opleiding van De Graafschap. Hier kwam het de drie jaar erna niet tot een doorbraak, waarna hij besloot transfervrij naar Go Ahead Eagles te vertrekken. Hier kreeg de middenvelder de kans om bij het eerste elftal aan te sluiten. Hij tekende voor drie jaar bij de Deventerse club. Zijn prestaties in een wedstrijd tegen Go Ahead Eagles hadden voor die club de doorslag gegeven om hem te halen. Tijdens de eerste speelronde van de Eredivisie maakte hij zijn debuut als professioneel voetballer. Op 8 augustus 2025 werd met 2–2 gelijkgespeeld tegen Fortuna Sittard. Salah Rahmouni mocht van coach Melvin Boel in de tweede helft invallen voor Mathis Suray.

## Clubstatistieken
| Seizoen | Club            | Competitie | Competitie | Competitie | Beker | Beker | Internationaal | Internationaal | Totaal | Totaal |
| Seizoen | Club            | Competitie | Wed.       | Dlp.       | Wed.  | Dlp.  | Wed.           | Dlp.           | Wed.   | Dlp.   |
| ------- | --------------- | ---------- | ---------- | ---------- | ----- | ----- | -------------- | -------------- | ------ | ------ |
| 2025/26 | Go Ahead Eagles | Eredivisie | 1          | 0          | 0     | 0     | 0              | 0              | 1      | 0      |
| Totaal  | Totaal          | Totaal     | 1          | 0          | 0     | 0     | 0              | 0              | 1      | 0      |

Bijgewerkt op 9 augustus 2025.